# Кубок Першого каналу (хокей) 2015
Кубок Першого каналу 2015 — 48-й міжнародний хокейний турнір у Росії, пройшов 17—20 грудня 2015 року в Москві у рамках Єврохокейтуру.

## Арена
| Росія             |
| Москва            |
| «Льодовий палац»  |
| Місткість: 12 100 |

## Результати та таблиця
| 1. | Чехія     | *** | 3:1   | 0:3   | 4:2 | 3 | 2 | 0 | 0 | 1 | 7:6  | 6 |
| 2. | Швеція    | 1:3 | ***   | 2:1 Б | 4:1 | 3 | 1 | 1 | 0 | 1 | 7:5  | 5 |
| 3. | Фінляндія | 3:0 | 1:2 Б | ***   | 1:8 | 3 | 1 | 0 | 1 | 1 | 5:10 | 4 |
| 4. | Росія     | 2:4 | 1:4   | 8:1   | *** | 3 | 1 | 0 | 0 | 2 | 11:9 | 3 |

М — підсумкове місце, І — матчі, В — перемоги, ВО — перемога по булітах (овертаймі), ПО — поразка по булітах (овертаймі), П — поразки, Ш — закинуті та пропущені шайби, О — очки

### Календар
| 17 грудня 2015 18:30 | Чехія | 0 : 3 (0:0, 0:1, 0:2) | Фінляндія | «O2 Arena» (Прага) Глядачів: 16,257 |

| Протокол | Протокол    | Протокол                                        | Протокол | Протокол |
| -------- | ----------- | ----------------------------------------------- | -------- | -------- |
|          | Фурх        | Голкіпери                                       | Сятері   |          |
|          | 0:1 0:2 0:3 | 32:46 — Палола 42:04 — Нутіваара 57:27 — Енлунд |          |          |
| 6 хв.    | Вилучення   | 2 хв.                                           |          |          |
| 28       | Кидки       | 20                                              |          |          |

| 17 грудня 2015 19:00 | Росія | 1 : 4 (0:0, 1:3, 0:1) | Швеція | «Льодовий палац» Глядачів: 12,194 |

| Протокол        | Протокол            | Протокол                                                       | Протокол    | Протокол |
| --------------- | ------------------- | -------------------------------------------------------------- | ----------- | -------- |
|                 | Ілля Сорокін        | Голкіпери                                                      | Віктор Фаст |          |
| Чудінов — 21:04 | 1–0 1–1 1–2 1–3 1–4 | 26:57 — Петерссон 29:33 — Анелев 33:15 — Норман 59:36 — Меллер |             |          |
| 22 хв.          | Вилучення           | 20 хв.                                                         |             |          |
| 31              | Кидки               | 24                                                             |             |          |

| 19 грудня 2015 14:00 | Фінляндія | 1 : 8 (0:4, 1:3, 0:1) | Росія | «Льодовий палац» Глядачів: 12,034 |

| Протокол          | Протокол                            | Протокол | Протокол        | Протокол |
| ----------------- | ----------------------------------- | --- | --------------- | -------- |
|                   | Сятері                              | Голкіпери | Василь Кошечкін |          |
| Пільстрем – 34:34 | 0–1 0–2 0–3 0–4 0–5 1–5 1–6 1–7 1–8 | 01:26 – Заріпов 01:47 – Апальков 06:23 – Радулов 12:46 – Радулов 29:21 – Чудінов 36:17 – Ковальчук 39:12 – Ковальчук 55:05 – Заріпов |                 |          |
| 2 хв.             | Вилучення                           | 8 хв. |                 |          |
| 24                | Кидки                               | 31 |                 |          |

| 19 грудня 2015 18:00 | Швеція | 1 : 3 (0:0, 1:1, 0:2) | Чехія | «Льодовий палац» Глядачів: 6,250 |

| Протокол       | Протокол        | Протокол                                        | Протокол | Протокол |
| -------------- | --------------- | ----------------------------------------------- | -------- | -------- |
|                | Свенссон        | Голкіпери                                       | Францоуз |          |
| Меллер - 25:00 | 1–0 1–1 1–2 1–3 | 30:59 – Вінцоур 49:29 – Філіппі 55:27 – Зогорна |          |          |
| 10 хв.         | Вилучення       | 6 хв.                                           |          |          |
| 14             | Кидки           | 15                                              |          |          |

| 20 грудня 2015 14:00 | Росія | 2 : 4 (0:1, 2:3, 0:0) | Чехія | «Льодовий палац» Глядачів: 12,095 |

| Протокол                        | Протокол                | Протокол                                                          | Протокол | Протокол |
| ------------------------------- | ----------------------- | ----------------------------------------------------------------- | -------- | -------- |
|                                 | Муригін                 | Голкіпери                                                         | Фурх     |          |
| Картаєв – 22:28 Антипін – 25:09 | 0–1 1–1 2–1 2–2 2–3 2–4 | 05:26 – Вінцоур 27:29 – Кундратек 34:20 – Затьович 39:09 – Ярусек |          |          |
| 6 хв.                           | Вилучення               | 2 хв.                                                             |          |          |
| 21                              | Кидки                   | 22                                                                |          |          |

| 20 грудня 2015 18:00 | Фінляндія | 1 : 2 Б (0:0, 0:1, 1:0, 0:0, 0:1) | Швеція | «Льодовий палац» Глядачів: 5,340 |

| Протокол       | Протокол      | Протокол          | Протокол    | Протокол |
| -------------- | ------------- | ----------------- | ----------- | -------- |
|                | Сятері        | Голкіпери         | Віктор Фаст |          |
| Енлунд – 45:25 | 0–1 1–1 1-2 Б | 39:07 – Валльмарк |             |          |
| 6 хв.          | Вилучення     | 8 хв.             |             |          |
| 25             | Кидки         | 29                |             |          |